# Lixopachys
 Lixopáchys — рід жуків родини Довгоносики (Curculionidae).

## Зовнішній вигляд
Жуки цього роду мають крупні розміри, довжина їх тіла сягає 20-25  мм. Основні ознаки  :
- на головотрубці та передньоспинці серединний кіль ледь помітний;
- передньоспинка вкрита густими дрібними зернятками, основа її кутовидно витягнута посередині заднього краю, сама передньоспинка від середини досить різко звужена до переду, посередині вона ширша за надкрилля;
- джутик вусиків товстий;
- надкрилля не мають широкої білої смуги вздовж зовнішнього краю, вершина кожного загострена окремо;
- тіло щільно вкрите видовженими лусочками і має світло-брунатний колір;
- 2-й членик лапок поперечний, 3-й різко дволопатевий, кігтики довгі і зрослися.

Фотографії жуків цього роду див. на .

## Спосіб життя
Невідомий, ймовірно, він типовий для Cleonini. Жуків знаходили на зіллі колючій (родина капустяні) >.

## Географічне поширення
Ареал роду обмежений Північною Африкою та Близьким Сходом (див. нижче).

## Класифікація
У цьому роді описано один вид:
- Lixorpachys luxerii (Chevrolat. 1873) — Марокко, Лівія, Туніс, Єгипет, Сирія